# Trần Quang Tứ
Trần Quang Tứ (15 tháng 8 năm 1926 – 27 tháng 7 năm 2020) là một doanh nhân và tài tử điện ảnh người Việt Nam.

## Cuộc đời
Trần Quang Tứ sinh ngày 15 tháng 8 năm 1926 tại cảng thị Hải Phòng, bấy giờ thuộc Bắc Kỳ, Liên bang Đông Dương. Thuở trẻ, Trần Quang Tứ theo gia đình về Hà Nội kinh doanh thóc gạo tại phố Hàng Chiếu, sớm nức tiếng là cự phú.
Năm 1953, trong quá trình tuyển lựa nam tài tử đóng cặp với nữ minh tinh Kim Chung trong dự án điện ảnh Kiếp hoa, ông bầu Trần Viết Long quyết định mời ông Trần Quang Tứ sắm nhân vật Thiện - có tính cách và lối sống gần giống ông, nhưng điểm chính vì Trần Quang Tứ thuộc số rất ít nam giới đương thời có chiều cao tương xứng nghệ sĩ Kim Chung. Thành tích thương mại quá lớn của bộ phim khiến Trần Quang Tứ đột nhiên nổi danh trên mặt báo khắp Trung-Nam-Bắc, được ví là chàng Kim-Trọng của điện-ảnh Việt-nam. Tuy nhiên, sau thành công điện ảnh này, ông không theo nghiệp diễn xuất nữa.
Giai đoạn thi hành hiệp định Genève, Trần Quang Tứ cùng gia đình di cư vào Nam. Ông tập trung kinh doanh với vị trí tổng giám đốc Sài-gòn xe-hơi công-ti chuyên nhập cảng dòng xe Peugeot 504, đồng thời được đề cử vào chức phó chủ tịch Phòng thương mại Sài Gòn. Trong thời đệ nhị cộng hòa, ông Trần Quang Tứ là một trong hai nhân vật giàu nhất Việt Nam.
Năm 1975, ông di tản sang Mĩ, ngụ miền Nam California. Trần Quang Tứ tiếp tục lập công ty chuyên xuất nhập cảng hàng hóa phân phối cho các chợ người Việt tại khu vực Little Saigon.
Ông tạ thế hồi 06 giờ thứ Hai 27 tháng 07 năm 2020 tại một dưỡng lão viện Garden Grove.